# DA (レーダー)
DAシリーズは、オランダのシグナール社（現在のタレス・ネーデルラント社）が開発した2次元レーダーのシリーズ。
中・短距離での対空捜索・目標捕捉を目的としたSバンド・レーダーであり、同社がやや先行して開発していたLバンドのLWシリーズと同様の設計を採用している。オランダ海軍では、1950年代・1960年代の駆逐艦・フリゲートにおいてLWシリーズを補完するかたちで搭載されていたが、射撃指揮レーダーに目標捕捉レーダーを統合したWM-20シリーズの実用化に伴って、目標捕捉機能をこちらに移譲して、対空捜索機能はLWシリーズに一本化されるかたちで搭載されないようになっていった。
最初の機種であるDA-01は、シグナール社内ではSGR-105と称されており、1954年に実用化された。またこれをもとに、出力を500kWに強化した大型艦向けのモデルとしてDA-02、アンテナを544 kgに軽量化した簡易版としてDA-04も開発された。なおDA-03は発表されていない。
第2世代の端緒となるDA-05は、LW-04と似た楕円形アンテナを採用しており、また同様にデジタル式の移動目標表示（MTI）技術も導入されている。同機を元にした可搬式地上版としてDA-05/Mが、またその他の地上版としてDA-06、DA-07も開発されている。
1980年代末に登場した最終発達型のDA-08は、LW-08のSバンド版というべきものとなっており、また改良版においてはMTIに高速フーリエ変換（FFT）技術を導入している。
|                                | DA-01                               | DA-05                               | DA-08                             |
| ------------------------------ | ----------------------------------- | ----------------------------------- | --------------------------------- |
| 周波数                         | Sバンド                             | Sバンド                             | Sバンド                           |
| ビーム幅                       | 1.5度                               | 1.5度                               | 1.5度                             |
| ピーク出力                     | 400kW                               | 1,200kW                             | 150kW                             |
| ゲイン                         | 32dB                                | 32.2dB                              | 33dB                              |
| パルス幅                       | (a) 0.5マイクロ秒 (b) 1.3マイクロ秒 | (a) 1.3マイクロ秒 (b) 2.6マイクロ秒 | (a) 35マイクロ秒 (b) 69マイクロ秒 |
| PRF                            | (a) 1,000pps/(b) 500pps             | (a) 1,000pps/(b) 500pps             | (a) 1,000pps/(b) 500pps           |
| 最大探知距離 （RCS 2m²の場合） | 92km                                | 155km                               | 210km                             |
| 精度                           | n/a                                 | 測角：1.5度 測距：200-400m          | 測角：1.5度 測距：120m            |
| アンテナ回転速度               | 6-60rpm                             | 10/20rpm                            | 10/20rpm                          |
| アンテナ重量                   | 2,000kg                             | 725kg                               | 2,500kg                           |

## 採用国と搭載艦
アルゼンチン海軍
- 航空母艦「ベインティシンコ・デ・マヨ」（DA-08）
- 巡洋艦「ヌエベ・デ・フリオ」（DA-02）
- アルミランテ・ブラウン級駆逐艦（DA-08）
- エスポラ級コルベット（DA-05/2）

 インド海軍
- 軽空母「ヴィクラント」（初代）
- タルワー級フリゲート（初代）

 インドネシア海軍
- アフマド・ヤニ級フリゲート（DA-05）
- ファタヒラー級フリゲート（DA-05/2）

 オランダ海軍
- ホラント級駆逐艦（DA-01）
- フリースラント級駆逐艦（DA-01）
- ファン・スペイク級フリゲート（DA-01→05）
- ポールステル級補給艦（DA-01）
- ロッテルダム級揚陸艦（DA-05→08）

 カナダ海軍
- イロクォイ級ミサイル駆逐艦（DA-08; TRUMP改修で搭載）

 大韓民国海軍
- 蔚山級フリゲート（DA-05）
- 機雷敷設艦「元山」（DA-05）

 ギリシャ海軍
- イドラ級フリゲート（DA-08）

 スペイン海軍
- デスクビエルタ級コルベット（DA-05/2）

 タイ海軍
- フリゲート「マクット・ラジャクマーン」（DA-05）
- ラタナコシン級コルベット（DA-05）
- タピ級コルベット（英語版）（DA-05）

 中華民国海軍
- 富陽級駆逐艦（DA-08; 武進3号改装艦のみ後日搭載、空中線部はDA-05）
- 済陽級フリゲート（DA-08; 富陽級駆逐艦より移植）

 ドイツ海軍
- ケルン級フリゲート（DA-01→08）
- ハンブルク級駆逐艦（DA-01→08）
- ライン級支援母艦（DA-01）
- ブレーメン級フリゲート（DA-08; 後にTRS-3Dに換装）

 トルコ海軍
- ゲリボル級フリゲート（DA-08）
- ヤウズ級フリゲート（DA-08）

 パキスタン海軍
- タリク級駆逐艦（DA-08, 防空型のみ992R型より後日換装）

 バングラデシュ海軍
- フリゲート「バンガバンドゥ」（DA-08）

 フィンランド海軍
- 機雷敷設艦「ポフヤンマー（英語版）」（DA-05）

 ペルー海軍
- アルミランテ・グラウ級巡洋艦（DA-02）

 ベルギー海軍
- ウィーリンゲン級フリゲート（DA-05）

 ポルトガル海軍
- ヴァスコ・ダ・ガマ級フリゲート（DA-08）

 マレーシア海軍
- カスツーリ級フリゲート（DA-08）
- レキウ級フリゲート（DA-08）